# Полонський Фелікс Михайлович
Фе́лікс Миха́йлович Поло́нський (1 січня 1941 — 14 травня 2022) — український живописець і графік, член Національної спілки художників України (з 1994).

## Життєпис
Народився в селі Хмельовому, нині у складі Смолінської селищної громади Новоукраїнського району Кіровоградської області, в родині військовослужбовця.
У 1968 році з відзнакою закінчив Івановське художнє училище (викладачі: С. М. Троїцький, І. Д. Калашников).
Тривалий час працював у Кіровоградському художньо-виробничому комбінаті Художнього фонду України.
Учасник багатьох зарубіжних, всеукраїнських, обласних та персональних художніх виставок.
Твори митця зберігаються у фондах Міністерства культури України, Кіровоградському обласному художньому музеї, а також у приватних колекціях в Німеччині, Франції, Болгарії, Австрії, Польщі, Росії, Ізраїлі, США.

## Нагороди і відзнаки
- Заслужений художник України (09.11.2016)[1].
- Лавреат обласної комсомольської премії імені Юрія Яновського (1970).
- Лавреат обласної премії у сфері образотворчого мистецтва та мистецтвознавства імені Олександра Осмьоркіна (2007).
- Почесна відзнака Міністерства культури і мистецтв України «За досягнення в розвитку культури і мистецтва» (2004).
- Грамота Кіровоградської обласної ради (2011).